# Manfred Semper
Manfred Semper (* 3. Mai 1838 in Dresden; † 13. September 1913 in Weferlingen) war ein deutscher Architekt.

## Leben und Wirken

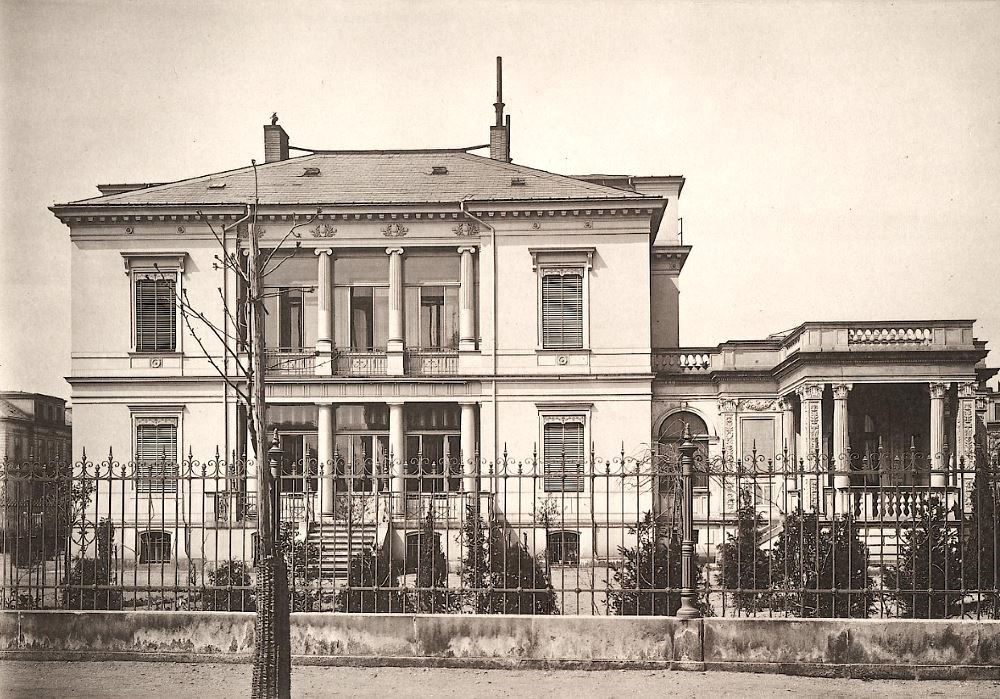
Wiener Straße 11 in Dresden, rechts die Bildergalerie von Manfred Semper

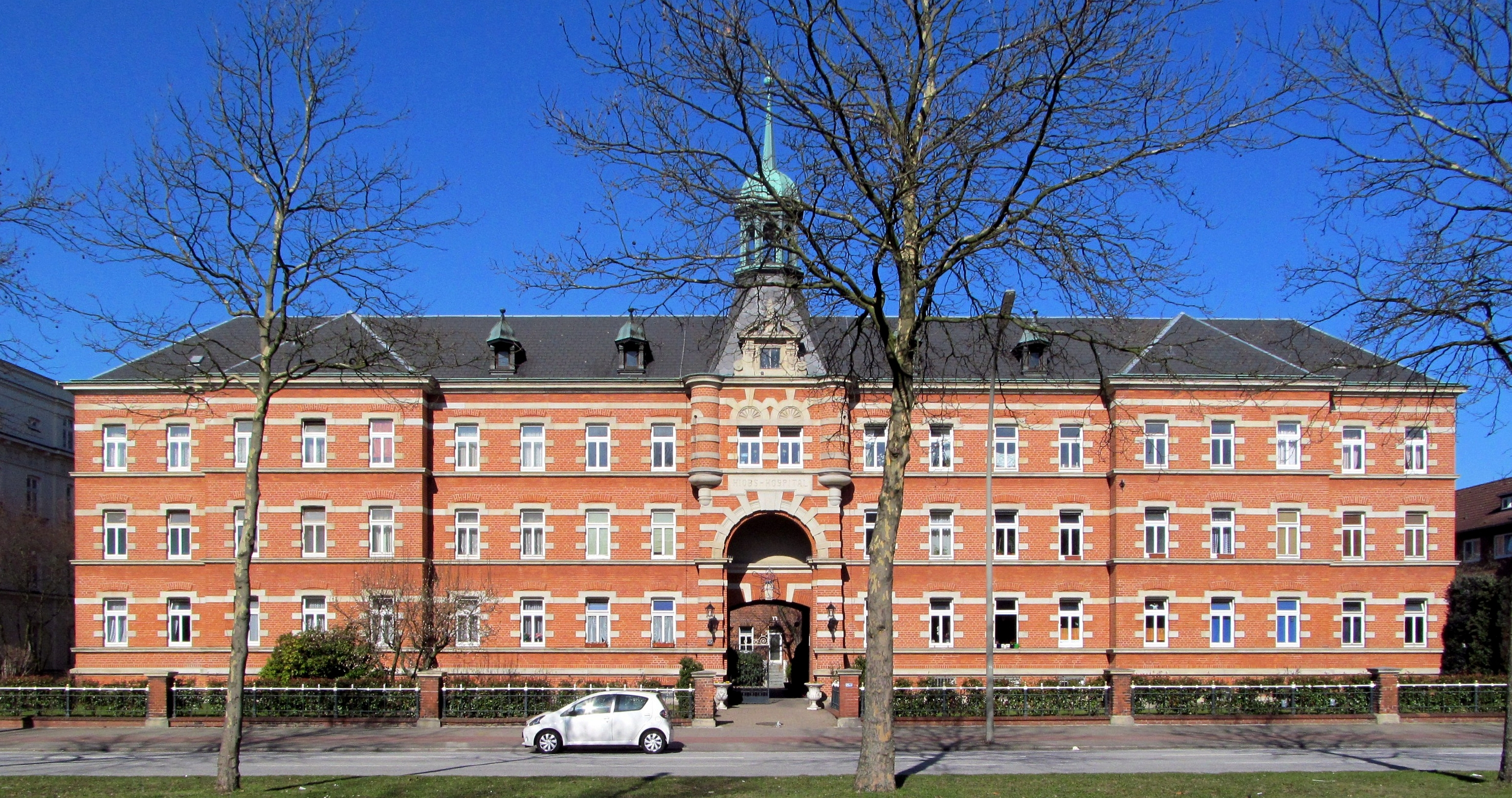
Hiobs-Hospital in der Bürgerweide 25 – Hamburg-Borgfelde

Manfred Semper wurde als zweites von sechs Kindern des Architekten Gottfried Semper geboren. Ein jüngerer Bruder war der Kunsthistoriker Hans Semper (1845–1920), ein weiterer der Bildhauer Emanuel Semper (1848–1911).
Semper studierte von 1855 bis 1859 bei seinem Vater Gottfried an der Eidgenössischen Technischen Hochschule Zürich. Am 11. November 1855 stiftete er zusammen mit neun weiteren Studierenden, zu denen auch Josef Merz und Henry Simon zählten, das Corps Rhenania. Von 1860 bis 1861 lebte er in Paris und 1894 für ein Jahr in Italien, wo er sich weiterbildete. Am 17. Februar 1871 übernahm Semper die örtliche Bauleitung für das II. Hoftheater (Semperoper) in Dresden, das 1878 fertiggestellt wurde. Im Jahr 1872 erweiterte er die Villa Wiener Straße 11 um eine Bildergalerie und entwarf für seinen verstorbenen Vater ein Grabmal auf dem Protestantischen Friedhof in Rom, das im Jahr 1883 eingeweiht wurde.
Seit 1882 arbeitete er mit Carl Philipp Krutisch (1851–1895) in Hamburg zusammen, und zwar 1884 beim Hiobs-Hospital an der Bürgerweide 25 und 1891 beim Neubau des Naturhistorischen Museums am Beginn der späteren Mönckebergstraße (heute „Saturn-Immobilie“). Das Museum wurde 1943 zerstört.
Manfred Semper wurde auf dem Ohlsdorfer Friedhof in Hamburg im Planquadrat S 18 südlich von Kapelle 2 beigesetzt.